# Junta de Planificación de Puerto Rico

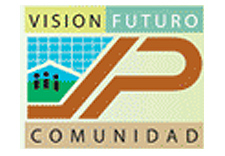
Emblema de la Junta de Planificación de Puerto Rico.

La Junta de Planificación de Puerto Rico (en inglés: Puerto Rico Planning Board) fue creada en 1975 a través de la Ley Núm. 75 de 24 de junio de 1975, conocida como "Ley Orgánica de la Junta de Planificación de Puerto Rico", como una agencia gubernamental a cargo de la planificación centralizada bajo directriz estadounidense. Su creación estuvo de acuerdo con la filosofía New Deal de Tugwell de que Puerto Rico debía operar bajo un gobierno territorial centralizado y unificado.
Durante décadas, la Junta de Planificación estuvo a cargo de la planificación económica, la zonificación del territorio y los permisos en Puerto Rico. En la década de 1970, el proceso de obtención de permisos se delegó a otra agencia gubernamental, la Administración de Normas y Permisos (ARPE), y desde finales de la década de 1990, las principales ciudades han asumido ese papel en sus propias jurisdicciones.

## Organización
La junta de planificación actualmente tiene un presidente y cuatro miembros asociados, todos designados por el gobernador y que requieren el consentimiento del senado de Puerto Rico.

## Funciones

### Organización territorial
La junta se encarga de aprobar la división territorial de Puerto Rico, como son los barrios y los subbarrios.

## Presidentes
La siguiente es una lista de los hombres y mujeres que se han desempeñado como presidentes de la Junta de Planificación desde 1942. La mayoría son ingenieros civiles o Urbanistas certificados por el Instituto Americano de Planificadores Certificados.
- 1942 – 1955: Rafael Picó Santana
- 1955 – 1960: Cándido Oliveras
- 1960 – 1968: Ramón García Santiago
- 1969 – 1969: Julio Vizcarrondo
- 1969 – 1972: Enrique Soler Cloquell
- 1973 – 1976: Rafael Alonso Alonso
- 1977 – 1983: Miguel A. Rivera Ríos
- 1983 – 1984: Nelson E. Soto Velázquez
- 1985 – 1992: Patria G. Custodio
- 1993 – 1998: Norma Burgos
- 1998 – 2000: José R. Caballero Mercado
- 2001 – 2001: Federico Mühlach
- 2001 – 2002: Hermenegildo Ortíz
- 2002 – 2009: Ángel David Rodríguez
- 2009 – 2010: Héctor Morales Vargas
- 2010 – 2012: Rubén Flores Marzán
- 2013 – 2016: Luis García Pelatti
- 2017 – actualidad: María del Carmen Gordillo Pérez